# Пантеон імені Комітаса
Пантеон імені Комітаса (вірм. Կոմիտասի անվան պանթեոն)  — цвинтар в Єревані, де поховані видатні діячі вірменської науки та культури. Знаходиться в парку імені Комітаса в районі Шенгавіт. Пантеон виник в 1930-і роки, коли на місці старого цвинтаря «Мгер» розбили парк, якому незабаром було присвоєно ім'я похованого там знаменитого композитора Комітаса. 1969 року з'явилася цвинтарна огорожа, 2005 року було проведено загальну реконструкцію пантеону. 

## Поховані в Пантеоні
- Вардан Аджемян (1905—1977)  — актор та театральний режисер
- Ахікян Вартнес Галустович — художник
- Маріам Асламазян — художниця
- Карен Демірчян (1932—1999)  — перший секретар ЦК КП Вірменії, голова Національних зборів
- Петрос Дурян (1851—1872)  — поет і драматург (перепоховано лише череп)
- Аветік Ісаакян (1875—1959) — поет
- Сільва Капутікян (1919—2006) — поетеса
- Комітас (1869—1935) — священик, співак та композитор (перепохований 1936 року)
- Шушанік Курджинян — поетеса
- Романос Мелікян (1883—1935) — композитор
- Мгер Мкртчян (1930—1993) — актор
- Грачья Нерсесян (1895—1961) — актор
- Сергій Параджанов (1924—1990) — кінорежисер
- Вільям Сароян (1908—1981) — американський письменник вірменського походження
- Мартірос Сарьян (1880—1972) — художник
- Амо Сагян (1914—1993) — поет, перекладач
- Олександр Таманян (1878—1936) — архітектор, автор плану реконструкції Єревану
- Ваган Тер'ян (1885—1920) — поет
- Серо Ханзадян (1915—1998) — письменник
- Арам Хачатурян (1903—1978) — композитор
- Ованес Шираз (1915—1984) — поет
- Ширванзаде Олександр Мінасович (1858—1935) — прозаїк та драматург
- Гаспарян Гоаріна Михайлівна (1924—2007) — оперна співачка
- Акопян Акоп Тигранович (1923—2013) — художник
- Дурян Оган Хачатурович (1922—2011) — композитор

## Галерея

Пантеон імені Комітаса
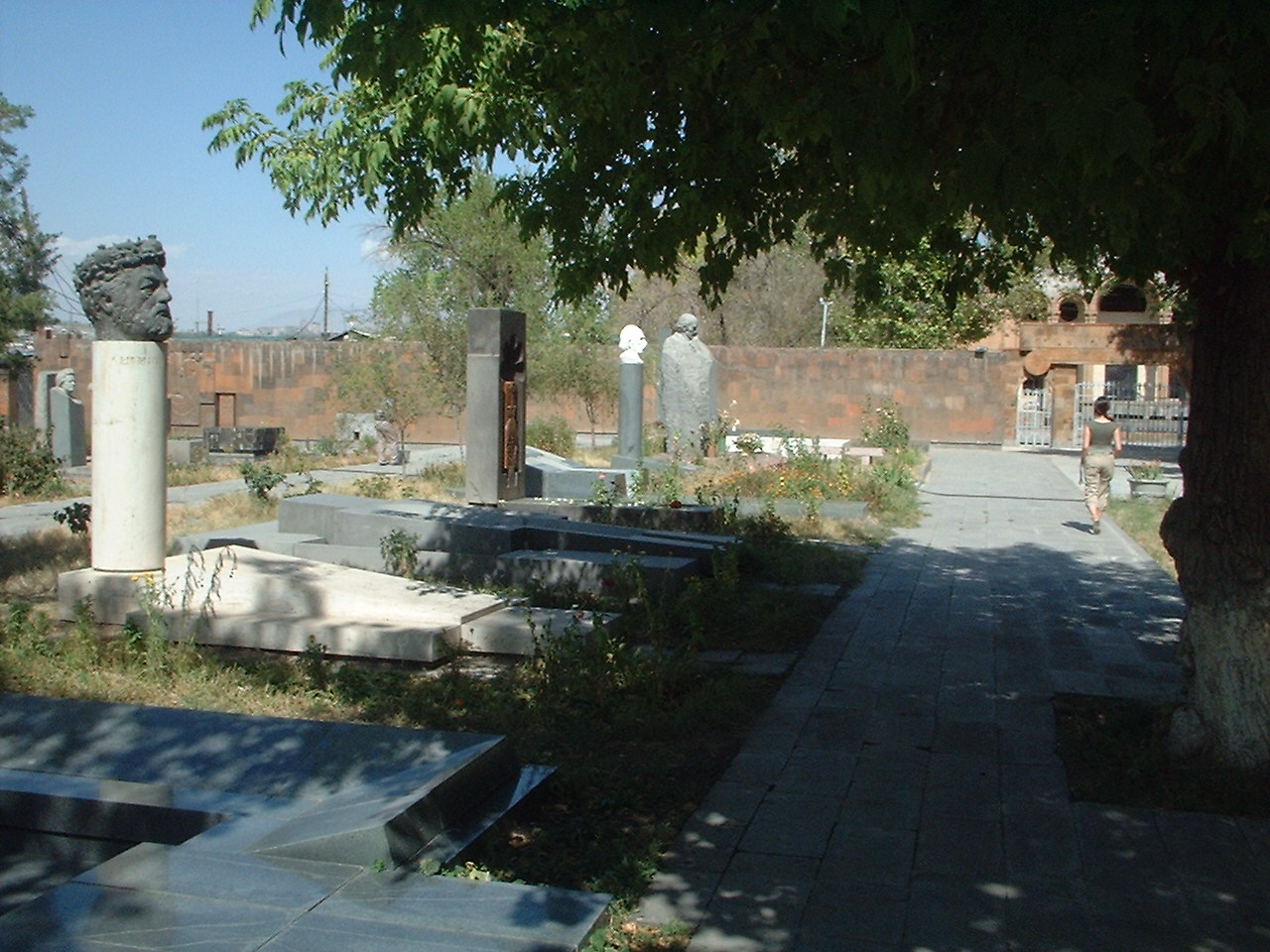
Загальний вигляд
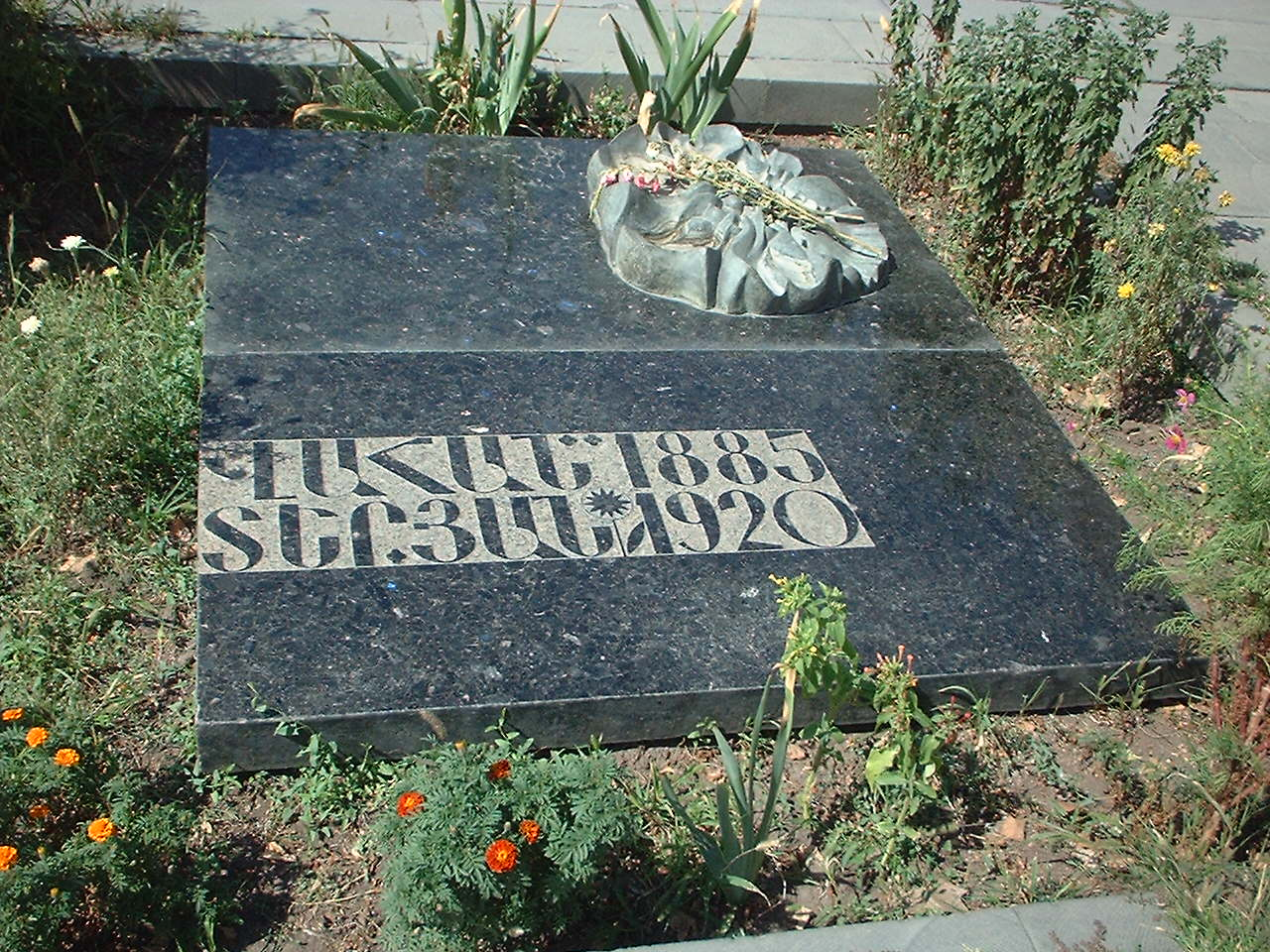
Надгробок Вагана Терьяна